# الحركة الديمقراطية والاجتماعية (الجزائر)
الحركة الديمقراطية والاجتماعية، حزب سياسي جزائري له امتداد في الحركة الوطنية التاريخية، ويعد من الأحزاب الأكثر تشبثًا، بمشروع الحداثة.[وفقًا لِمَن؟]
مقره بتيلملي بالجزائر العاصمة يعتبر فتحي غراس المنسق الوطني للحزب